# Mistrovství světa ve snowboardingu
Mistrovství světa ve snowboardingu je vrcholná akce ve snowboardingu pořádaná jednou za dva roky pod hlavičkou Mezinárodní lyžařské federace (FIS). První ročník se konal v roce 1996, další roku 1997 a poté každý lichý rok. Soutěž zahrnuje alpské disciplíny (paralelní obří slalom, paralelní slalom), akrobacii (big air, half pipe, slopestyle) a snowboardcross. Od roku 2015 je snowboardový světový šampionát pořádán společně s mistrovstvím světa v akrobatickém lyžování.

## Pořadatelské země
| Pořadí | Rok   | Město                  | Země                   | Datum                   |
| ------ | ----- | ---------------------- | ---------------------- | ----------------------- |
| 1.     | 1996  | Lienz                  | Rakousko               | 24. – 28. ledna         |
| 2.     | 1997  | Innichen               | Itálie                 | 21. – 26. ledna         |
| 3.     | 1999  | Berchtesgaden          | Německo                | 12. – 19. ledna         |
| 4.     | 2001  | Madonna di Campiglio   | Itálie                 | 22. – 28. ledna         |
| 5.     | 2003  | Kreischberg            | Rakousko               | 13. – 19. ledna         |
| 6.     | 2005  | Whistler               | Kanada                 | 16. – 21. ledna         |
| 7.     | 2007  | Arosa                  | Švýcarsko              | 14. – 20. ledna         |
| 8.     | 2009  | Kangwon                | Jižní Korea            | 17. – 24. ledna         |
| 9.     | 2011  | La Molina / Barcelona  | Španělsko              | 14. – 22. ledna         |
| 10.    | 2013  | Stoneham-et-Tewkesbury | Kanada                 | 18. – 27. ledna         |
| 11.    | 2015* | Kreischberg            | Rakousko               | 15. – 25. ledna         |
| 12.    | 2017* | Sierra Nevada          | Španělsko              | 7. – 19. března         |
| 13.    | 2019* | Park City/Deer Valley  | USA                    | 1. – 10. února          |
| 14.    | 2021* | Idre                   | Švédsko                | 11. února – 13. února   |
| 14.    | 2021* | Rogla                  | Slovinsko              | 1. března – 2. března   |
| 14.    | 2021* | Aspen                  | Spojené státy americké | 10. března – 16. března |
| 15.    | 2023* | Bakuriani              | Gruzie                 | 19. února – 5. března   |
| 16.    | 2025* | Engadin                | Švýcarsko              | 18. března – 30. března |
| 17.    | 2027* | Montafon               | Rakousko               |                         |

* Společné šampionáty s mistrovstvím světa v akrobatickém lyžování.

## Muži

### Alpské disciplíny

#### Paralelní obří slalom
| Soutěž                      | Zlato                    | Stříbro                  | Bronz                    |
| 1999 Berchtesgaden          | Richard Rikardsson (SWE) | Stefan Kaltscheutz (AUT) | Herald Walter (AUT)      |
| 2001 Madonna di Campiglio   | Nicolas Huet (FRA)       | Mathieu Chiquet (FRA)    | Anton Pogue (USA)        |
| 2003 Kreischberg            | Dejan Kosir (SLO)        | Simon Schoch (SUI)       | Nicolas Huet (FRA)       |
| 2005 Whistler               | Jasey-Jay Anderson (CAN) | Urs Eiselin (SUI)        | Nicolas Huet (FRA)       |
| 2007 Arosa                  | Rok Flander (SLO)        | Philipp Schoch (SUI)     | Heinz Inniger (SUI)      |
| 2009 Gangwon                | Jasey-Jay Anderson (CAN) | Sylvain Dufour (FRA)     | Matthew Morison (CAN)    |
| 2011 La Molina              | Benjamin Karl (AUT)      | Rok Marguc (SLO)         | Roland Fischnaller (ITA) |
| 2013 Stoneham-et-Tewkesbury | Benjamin Karl (AUT)      | Roland Fischnaller (ITA) | Vic Wild (RUS)           |
| 2015 Kreischberg            | Andrej Sobolev (RUS)     | Žan Košir (SLO)          | Benjamin Karl (AUT)      |
| 2017 Sierra Nevada          | Andreas Prommegger (AUT) | Benjamin Karl (AUT)      | Nevin Galmarini (SUI)    |
| 2019 Utah                   | Dmitrij Loginov (RUS)    | Tim Mastnak (SVN)        | Stefan Baumeister (GER)  |
| 2021 Rogla                  | Dmitrij Loginov (RSF)    | Roland Fischnaller (ITA) | Andrej Sobolev (RSF)     |
| 2023 Bakuriani              | Oskar Kwiatkowski (POL)  | Dario Caviezel (SUI)     | Alexander Payer (AUT)    |
| 2025 Engadin                | Roland Fischnaller (ITA) | Stefan Baumeister (GER)  | Lee Sang-ho (KOR)        |

#### Paralelní slalom
| Soutěž                      | Zlato                    | Stříbro                  | Bronz                    |
| 1996 Lienz                  | Ivo Rudiferia (ITA)      | Rainer Krug (GER)        | Helmut Pramstaller (AUT) |
| 1997 Innichen               | Mike Jacoby (USA)        | Elmar Messner (ITA)      | Bernd Kroschewski (GER)  |
| 1999 Berchtesgaden          | Nicolas Huet (FRA)       | Mathieu Bozzetto (FRA)   | Werner Ebenbauer (AUT)   |
| 2001 Madonna di Campiglio   | Gilles Jacquet (SUI)     | Daniel Biveson (SWE)     | Setfan Kaltschuetz (AUT) |
| 2003 Kreischberg            | Siegfried Grabner (AUT)  | Mathieu Bozzetto (FRA)   | Simon Schoch (SUI)       |
| 2005 Whistler               | Jasey-Jay Anderson (CAN) | Nicolas Huet (FRA)       | Siegfried Grabner (AUT)  |
| 2007 Arosa                  | Simon Schoch (SUI)       | Philipp Schoch (SUI)     | Rok Flander (SLO)        |
| 2009 Gangwon                | Benjamin Karl (AUT)      | Sylvain Dufour (FRA)     | Patrick Bussler (GER)    |
| 2011 La Molina              | Benjamin Karl (AUT)      | Simon Schoch (SUI)       | Rok Marguc (SLO)         |
| 2013 Stoneham-et-Tewkesbury | Rok Marguc (SLO)         | Justin Reiter (USA)      | Roland Fischnaller (ITA) |
| 2015 Kreischberg            | Roland Fischnaller (ITA) | Andrej Sobolev (RUS)     | Rok Marguč (SLO)         |
| 2017 Sierra Nevada          | Andreas Prommegger (AUT) | Benjamin Karl (AUT)      | Andrej Sobolev (RUS)     |
| 2019 Utah                   | Dmitrij Loginov (RUS)    | Roland Fischnaller (ITA) | Stefan Baumeister (GER)  |
| 2021 Rogla                  | Benjamin Karl (AUT)      | Andreas Prommegger (AUT) | Dmitrij Loginov (RSF)    |
| 2023 Bakuriani              | Andreas Prommegger (AUT) | Arvid Auner (AUT)        | Arnaud Gaudet (CAN)      |
| 2025 Engadin                | Tervel Zamfirov (BUL)    | Arvid Auner (AUT)        | Aaron March (ITA)        |

#### Obří slalom (ukončeno)
| Soutěž                    | Zlato                    | Stříbro                | Bronz                    |
| 1996 Lienz                | Jeff Greenwood (USA)     | Mike Jacoby (USA)      | Helmut Pramstaller (AUT) |
| 1997 Innichen             | Thomas Prugger (ITA)     | Mike Jacoby (USA)      | Ian Price (USA)          |
| 1999 Berchtesgaden        | Markus Ebner (GER)       | Maxence Idesheim (FRA) | Stefan Kaltscheutz (AUT) |
| 2001 Madonna di Campiglio | Jasey-Jay Anderson (CAN) | Dejan Kosir (SLO)      | Walter Feichter (ITA)    |

#### Slalom (ukončeno)
| Soutěž        | Zlato                   | Stříbro               | Bronz             |
| 1997 Innichen | Bernd Kroschewski (GER) | Dieter Moherndl (GER) | Anton Pogue (USA) |

### Freestyle snowboarding

#### Big Air
| Soutěž                      | Zlato                 | Stříbro               | Bronz                   |
| 2003 Kreischberg            | Risto Mattila (FIN)   | Simon Ax (SWE)        | Antti Autti (FIN)       |
| 2005 Whistler               | Antti Autti (FIN)     | Matevž Petek (SLO)    | Andreas Jakobssen (SWE) |
| 2007 Arosa                  | Mathieu Crepel (FRA)  | Antti Autti (FIN)     | Janne Korpi (FIN)       |
| 2009 Gangwon                | Markku Koski (FIN)    | Seppe Smits (BEL)     | Stefan Gimpl (AUT)      |
| 2011 La Molina              | Petja Piiroinen (FIN) | Seppe Smits (BEL)     | Rocco van Straten (NED) |
| 2013 Stoneham-et-Tewkesbury | Roope Tonteri (FIN)   | Niklas Mattsson (SWE) | Seppe Smits (BEL)       |
| 2015 Kreischberg            | Roope Tonteri (FIN)   | Darcy Sharpe (CAN)    | Kyle Mack (USA)         |
| 2017 Sierra Nevada          | Ståle Sandbech (NOR)  | Chris Corning (USA)   | Marcus Kleveland (NOR)  |
| 2019 Utah                   | Závod zrušen          | Závod zrušen          | Závod zrušen            |
| 2021 Aspen                  | Mark McMorris (CAN)   | Max Parrot (CAN)      | Marcus Kleveland (NOR)  |
| 2023 Bakuriani              | Taiga Hasegawa (JPN)  | Mons Røisland (NOR)   | Nicolas Huber (SUI)     |
| 2025 Engadin                | Ryoma Kimata (JPN)    | Taiga Hasegawa (JPN)  | Oliver Martin (USA)     |

#### U-rampa
| Soutěž                      | Zlato                     | Stříbro                   | Bronz                      |
| 1996 Lienz                  | Ross Powers (USA)         | Lael Gregory (USA)        | Rob Kingwill (USA)         |
| 1997 Innichen               | Fabien Rohrer (SUI)       | Markus Hurme (FIN)        | Roger Hjelmstadstuen (NOR) |
| 1999 Berchtesgaden          | Ricky Bower (USA)         | Fredrick Sterner (SWE)    | Timo Aho (FIN)             |
| 2001 Madonna di Campiglio   | Kim Christiansen (NOR)    | Daniel Franck (NOR)       | Markus Hurme (FIN)         |
| 2003 Kreischberg            | Markus Keller (SUI)       | Stefan Karlsson (SWE)     | Steve Fisher (USA)         |
| 2005 Whistler               | Antti Autti (FIN)         | Justin Lamoureux (CAN)    | Kim Christiansen (NOR)     |
| 2007 Arosa                  | Mathieu Crepel (FRA)      | Kazuhiro Kokubo (JPN)     | Brad Martin (CAN)          |
| 2009 Gangwon                | Rjó Aono (JPN)            | Jeff Batchelor (CAN)      | Mathieu Crepel (FRA)       |
| 2011 La Molina              | Nathan Johnstone (AUS)    | Iouri Podladtchikov (SUI) | Markus Malin (FIN)         |
| 2013 Stoneham-et-Tewkesbury | Iouri Podladtchikov (SUI) | Taku Hiraoka (JPN)        | Markus Malin (FIN)         |
| 2015 Kreischberg            | Scotty James (AUS)        | Yiwei Zhang (CHN)         | Tim-Kevin Ravnjak (SLO)    |
| 2017 Sierra Nevada          | Scotty James (AUS)        | Iouri Podladtchikov (SUI) | Patrick Burgener (SUI)     |
| 2019 Utah                   | Scotty James (AUS)        | Júto Tocuka (JPN)         | Patrick Burgener (SUI)     |
| 2021 Aspen                  | Júto Tocuka (JPN)         | Scotty James (AUS)        | Jan Scherrer (SUI)         |
| 2023 Bakuriani              | I Čche-un (KOR)           | Valentino Guseli (AUS)    | Jan Scherrer (SUI)         |
| 2025 Engadin                | Scotty James (AUS)        | Ruka Hirano (JPN)         | Yūto Totsuka (JPN)         |

#### Slopestyle
| Soutěž                      | Zlato                  | Stříbro                 | Bronz                  |
| 2011 La Molina              | Seppe Smits (BEL)      | Niklas Mattsson (SWE)   | Ville Paumola (FIN)    |
| 2013 Stoneham-et-Tewkesbury | Roope Tonteri (FIN)    | Mark McMorris (CAN)     | Janne Korpi (FIN)      |
| 2015 Kreischberg            | Ryan Stassel (USA)     | Roope Tonteri (FIN)     | Kyle Mack (USA)        |
| 2017 Sierra Nevada          | Seppe Smits (BEL)      | Nicolas Huber (SUI)     | Chris Corning (USA)    |
| 2019 Utah                   | Chris Corning (USA)    | Mark McMorris (CAN)     | Judd Henkes (USA)      |
| 2021 Aspen                  | Marcus Kleveland (NOR) | Sébastien Toutant (CAN) | Rene Rinnekangas (FIN) |
| 2023 Bakuriani              | Marcus Kleveland (NOR) | Ryoma Kimata (JPN)      | Chris Corning (USA)    |
| 2025 Engadin                | Liam Brearley (CAN)    | Su I-ming (CHN)         | Oliver Martin (USA)    |

### Snowboardcross
| Soutěž                      | Zlato                     | Stříbro                   | Bronz                     |
| 1997 Innichen               | Helmut Pramstaller (AUT)  | Klaus Stammer (AUT)       | Jakog Bergstedt (SWE)     |
| 1999 Berchtesgaden          | Henrik Jansson (SWE)      | Magnus Sterner (SWE)      | Zeke Steggall (AUS)       |
| 2001 Madonna di Campiglio   | Guillaume Nantermod (SUI) | Markus Ebner (GER)        | Alexander Maier (AUT)     |
| 2003 Kreischberg            | Xavier de Le Rue (FRA)    | Seth Wescott (USA)        | Drew Neilson (CAN)        |
| 2005 Whistler               | Seth Wescott (USA)        | Francois Boivin (CAN)     | Jayson Hale (USA)         |
| 2007 Arosa                  | Xavier de Le Rue (FRA)    | Seth Wescott (USA)        | Nate Holland (USA)        |
| 2009 Gangwon                | Markus Schairer (AUT)     | Xavier de Le Rue (FRA)    | Nick Baumgartner (USA)    |
| 2011 La Molina              | Alex Pullin (AUS)         | Seth Wescott (USA)        | Nate Holland (USA)        |
| 2013 Stoneham-et-Tewkesbury | Alex Pullin (AUS)         | Markus Schairer (AUT)     | Stian Sivertzen (NOR)     |
| 2015 Kreischberg            | Luca Matteotti (ITA)      | Kevin Hill (CAN)          | Nick Baumgartner (USA)    |
| 2017 Sierra Nevada          | Pierre Vaultier (FRA)     | Lucas Eguibar (ESP)       | Alex Pullin (AUS)         |
| 2019 Utah                   | Mick Dierdorff (USA)      | Hanno Douschan (AUT)      | Emanuel Perathoner (ITA)  |
| 2021 Idre                   | Lucas Eguibar (ESP)       | Alessandro Hämmerle (AUT) | Éliot Grondin (CAN)       |
| 2023 Bakuriani              | Jakob Dusek (AUT)         | Martin Nörl (GER)         | Omar Visintin (ITA)       |
| 2025 Engadin                | Éliot Grondin (CAN)       | Loan Bozzolo (FRA)        | Alessandro Hämmerle (AUT) |

### Snowboardcross družstva (ukončeno)
| Soutěž             | Zlato                                | Stříbro                              | Bronz                                 |
| 2017 Sierra Nevada | Hagen Kearney Nick Baumgartner (USA) | Regino Hernández Lucas Eguibar (ESP) | Kevin Hill Christopher Robanske (CAN) |

## Ženy

### Alpské disciplíny

#### Paralelní obří slalom (ženy)
| Soutěž                      | Zlato                         | Stříbro                   | Bronz                         |
| 1999 Berchtesgaden          | Isabelle Blancová (FRA)       | Rosey Fletcher (USA)      | Aasa Windahl (SWE)            |
| 2001 Madonna di Campiglio   | Ursula Bruhin (SUI)           | Rosey Fletcher (USA)      | Manuela Rieglerová (AUT)      |
| 2003 Kreischberg            | Ursula Bruhin (SUI)           | Julie Pomagalski (FRA)    | Heidi Renoth (GER)            |
| 2005 Whistler               | Manuela Rieglerová (AUT)      | Světlana Boldiková (RUS)  | Doresia Kringsová (AUT)       |
| 2007 Arosa                  | Jekatěrina Tudegeševová (RUS) | Amelie Kober (GER)        | Fränzi Kohli (SUI)            |
| 2009 Gangwon                | Marion Kreiner (AUT)          | Doris Güntherová (AUT)    | Patrizia Kummerová (SUI)      |
| 2011 La Molina              | Aljona Zavarzinová (RUS)      | Claudia Rieglerová (AUT)  | Doris Güntherová (AUT)        |
| 2013 Stoneham-et-Tewkesbury | Isabella Laböck (GER)         | Julia Dujmovitsová (AUT)  | Amelie Kober (GER)            |
| 2015 Kreischberg            | Claudia Rieglerová (AUT)      | Aljona Zavarzinová (RUS)  | Tomoka Takeuchi (JPN)         |
| 2017 Sierra Nevada          | Ester Ledecká (CZE)           | Patrizia Kummerová (SUI)  | Jekatěrina Tudegeševová (RUS) |
| 2019 Utah                   | Selina Jörgová (GER)          | Natalija Sobolevová (RUS) | Ladina Jenny (SUI)            |
| 2021 Rogla                  | Selina Jörgová (GER)          | Sofia Nadyrshinaová (RSF) | Julia Dujmovitsová (AUT)      |
| 2023 Bakuriani              | Cubaki Mikiová (JPN)          | Daniela Ulbing (AUT)      | Aleksandra Król (POL)         |
| 2025 Engadin                | Ester Ledecká (CZE)           | Cubaki Mikiová (JPN)      | Aleksandra Król-Walas (POL)   |

#### Paralelní slalom (ženy)
| Soutěž                      | Zlato                             | Stříbro                          | Bronz                            |
| 1996 Lienz                  | Marion Posch (ITA)                | Marcella Boerma (NED)            | Sondra van Ert (USA)             |
| 1997 Innichen               | Dagmar Mair unter der Eggen (ITA) | Karine Rubyová (FRA)             | Marie Birkl (SWE)                |
| 1999 Berchtesgaden          | Marion Posch (ITA)                | Isabelle Blancová (FRA)          | Sandra Farmand (GER)             |
| 2001 Madonna di Campiglio   | Karine Rubyová (FRA)              | Isabelle Blancová (FRA)          | Carmen Ranigler (ITA)            |
| 2003 Kreischberg            | Isabelle Blancová (FRA)           | Karine Rubyová (FRA)             | Sara Fischer (SWE)               |
| 2005 Whistler               | Daniela Meuliová (SUI)            | Heidi Neururerová (AUT)          | Doresia Kringsová (AUT)          |
| 2007 Arosa                  | Heidi Neururerová (AUT)           | Marion Kreiner (AUT)             | Doresia Kringsová (AUT)          |
| 2009 Gangwon                | Fränzi Mägert-Kohli (SUI)         | Doris Günther (AUT)              | Jekatěrina Tudegeševová (RUS)    |
| 2011 La Molina              | Hilde-Katrine Engeli (NOR)        | Nicolien Sauerbreijová (NED)     | Claudia Riegler (AUT)            |
| 2013 Stoneham-et-Tewkesbury | Jekatěrina Tudegeševová (RUS)     | Patrizia Kummerová (SUI)         | Amelie Kober (GER)               |
| 2015 Kreischberg            | Ester Ledecká (CZE)               | Julia Dujmovitsová (AUT)         | Marion Kreiner (AUT)             |
| 2017 Sierra Nevada          | Daniela Ulbing (AUT)              | Ester Ledecká (CZE)              | Alena Zavarzina (RUS)            |
| 2019 Utah                   | Julie Zogg (SUI)                  | Annamari Dancha (UKR)            | Ramona Theresia Hofmeister (GER) |
| 2021 Rogla                  | Sofia Nadyrshina (RSF)            | Ramona Theresia Hofmeister (GER) | Selina Jörgová (GER)             |
| 2023 Bakuriani              | Julie Zogg (SUI)                  | Ladina Jenny (SUI)               | Sabine Schöffmann (AUT)          |
| 2025 Engadin                | Tsubaki Miki (JPN)                | Ester Ledecká (CZE)              | Michelle Dekker (NED)            |

#### Obří slalom ženy (ukončeno)
| Soutěž                    | Zlato                   | Stříbro                 | Bronz                             |
| 1996 Lienz                | Karine Rubyová (FRA)    | Manuela Riegler (AUT)   | Sondra van Ert (USA)              |
| 1997 Innichen             | Sondra van Ert (USA)    | Karine Rubyová (FRA)    | Margherita Parini (ITA)           |
| 1999 Berchtesgaden        | Margherita Parini (ITA) | Lidia Trettel (ITA)     | Sandra van Ert (USA)              |
| 2001 Madonna di Campiglio | Karine Rubyová (FRA)    | Isabelle Blancová (FRA) | Dagmar Mair unter der Eggen (ITA) |

#### Slalom ženy (ukončeno)
| Soutěž        | Zlato              | Stříbro                           | Bronz                   |
| 1997 Innichen | Heidi Renoth (GER) | Dagmar Mair unter der Eggen (ITA) | Dorothée Fournier (FRA) |

### Freestyle snowboarding

#### Big Air (ženy)
| Soutěž             | Zlato                  | Stříbro                       | Bronz                 |
| 2015 Kreischberg   | Elena Könz (SUI)       | Merika Enne (FIN)             | Sina Candrian (SUI)   |
| 2017 Sierra Nevada | Anna Gasserová (AUT)   | Enni Rukajärviová (FIN)       | Silje Norendal (NOR)  |
| 2019 Utah          | Závod zrušen           | Závod zrušen                  | Závod zrušen          |
| 2021 Aspen         | Laurie Blouinová (CAN) | Zoi Sadowská Synnottová (NZL) | Miyabi Onitsuka (JPN) |
| 2023 Bakuriani     | Anna Gasserová (AUT)   | Miyabi Onitsuka (JPN)         | Tess Coady (AUS)      |
| 2025 Engadin       | Kokomo Murase (JPN)    | Reira Iwabuchi (JPN)          | Mari Fukada (JPN)     |

#### U-rampa (ženy)
| Soutěž                      | Zlato                       | Stříbro                    | Bronz                    |
| 1996 Lienz                  | Caroline van Kilsdonk (NED) | Annemarie Uliasz (USA)     | Cammy Potter (USA)       |
| 1997 Innichen               | Anita Schwaller (SUI)       | Christel Thoresen (NOR)    | Sabine Wehr-Hasler (GER) |
| 1999 Berchtesgaden          | Kim Stacey (USA)            | Doriane Vidalová (FRA)     | Anna Hellman (SWE)       |
| 2001 Madonna di Campiglio   | Doriane Vidalová (FRA)      | Stine Kjeldaas (NOR)       | Sari Gronholm (FIN)      |
| 2003 Kreischberg            | Doriane Vidalová (FRA)      | Nicola Pederzolli (AUT)    | Fabienne Reuteler (SUI)  |
| 2005 Whistler               | Doriane Vidalová (FRA)      | Manuela Pesková (SUI)      | Hannah Teterová (USA)    |
| 2007 Arosa                  | Manuela Pesková (SUI)       | Soko Yamaoko (JPN)         | Paulina Ligocka (POL)    |
| 2009 Gangwon                | Liu Jiayu (CHN)             | Holly Crawford (AUS)       | Paulina Ligocka (POL)    |
| 2011 La Molina              | Holly Crawford (AUS)        | Ursina Haller (SUI)        | Liu Jiayu (CHN)          |
| 2013 Stoneham-et-Tewkesbury | Arielle Gold (USA)          | Holly Crawford (AUS)       | Sophie Rodriguez (FRA)   |
| 2015 Kreischberg            | Cai Xuetong (CHN)           | Queralt Castelletová (ESP) | Clémence Grimalová (FRA) |
| 2017 Sierra Nevada          | Cai Xuetong (CHN)           | Haruna Matsumoto (JPN)     | Clémence Grimalová (FRA) |
| 2019 Utah                   | Chloe Kimová (USA)          | Cai Xuetong (CHN)          | Maddie Mastro (USA)      |
| 2021 Aspen                  | Chloe Kimová (USA)          | Maddie Mastro (USA)        | Queralt Castellet (ESP)  |
| 2023 Bakuriani              | Cai Xuetong (CHN)           | Elizabeth Hosking (CAN)    | Mitsuki Ono (JPN)        |
| 2025 Engadin                | Chloe Kimová (USA)          | Sara Shimizu (JPN)         | Mitsuki Ono (JPN)        |

#### Slopestyle (ženy)
| Soutěž                      | Zlato                         | Stříbro                       | Bronz                 |
| 2011 La Molina              | Enni Rukajärviová (FIN)       | Šárka Pančochová (CZE)        | Shelly Gotlieb (NZL)  |
| 2013 Stoneham-et-Tewkesbury | Spencer O'Brien (CAN)         | Sina Candrian (SUI)           | Torah Brightová (AUS) |
| 2015 Kreischberg            | Miyabi Onitsuka (JPN)         | Anna Gasserová (AUT)          | Klaudia Medlová (SVK) |
| 2017 Sierra Nevada          | Laurie Blouinová (CAN)        | Zoi Sadowská Synnottová (NZL) | Miyabi Onitsuka (JPN) |
| 2019 Utah                   | Zoi Sadowská Synnottová (NZL) | Silje Norendal (NOR)          | Jamie Anderson (USA)  |
| 2021 Aspen                  | Zoi Sadowská Synnottová (NZL) | Jamie Andersonová (USA)       | Tess Coadyová (AUS)   |
| 2023 Bakuriani              | Mia Brookes (GBR)             | Zoi Sadowská Synnottová (NZL) | Miyabi Onitsuka (JPN) |
| 2025 Engadin                | Zoi Sadowská Synnottová (NZL) | Kokomo Murase (JPN)           | Reira Iwabuchi (JPN)  |

### Snowboardcross (ženy)
| Soutěž                      | Zlato                       | Stříbro                   | Bronz                                 |
| 1997 Innichen               | Karine Rubyová (FRA)        | Manuela Riegler (AUT)     | Maria Kirchgasser-Pichler (AUT)       |
| 1999 Berchtesgaden          | Julie Pomagalski (FRA)      | Maria Tikhvinskaja (RUS)  | Olivia Guerry (FRA)                   |
| 2001 Madonna di Campiglio   | Karine Rubyová (FRA)        | Emmanuelle Duboc (FRA)    | Dominique Vallee (CAN)                |
| 2003 Kreischberg            | Karine Rubyová (FRA)        | Ursula Fingerlos (AUT)    | Victoria Wicky (FRA)                  |
| 2005 Whistler               | Lindsey Jacobellisová (USA) | Karine Rubyová (FRA)      | Maëlle Rickerová (CAN)                |
| 2007 Arosa                  | Lindsey Jacobellisová (USA) | Sandra Frei (SUI)         | Helene Olafsenová (NOR)               |
| 2009 Gangwon                | Helene Olafsenová (NOR)     | Olivia Nobs (SUI)         | Mellie Francon (SUI)                  |
| 2011 La Molina              | Lindsey Jacobellisová (USA) | Nelly Moenne Loccoz (FRA) | Dominique Maltais (CAN)               |
| 2013 Stoneham-et-Tewkesbury | Maëlle Rickerová (CAN)      | Dominique Maltais (CAN)   | Helene Olafsenová (NOR)               |
| 2015 Kreischberg            | Lindsey Jacobellisová (USA) | Nelly Moenne Loccoz (FRA) | Michela Moioliová (ITA)               |
| 2017 Sierra Nevada          | Lindsey Jacobellisová (USA) | Chloe Trespeuchová (FRA)  | Michela Moioliová (ITA)               |
| 2019 Utah                   | Eva Samková (CZE)           | Charlotte Bankesová (GBR) | Michela Moioliová (ITA)               |
| 2021 Idre                   | Charlotte Bankesová (GBR)   | Michela Moioliová (ITA)   | Eva Samková (CZE)                     |
| 2023 Bakuriani              | Eva Adamczyková (CZE)       | Josie Baff (AUS)          | Lindsey Jacobellisová (USA)           |
| 2025 Engadin                | Michela Moioliová (ITA)     | Charlotte Bankes (GBR)    | Julia Pereira de Sousa Mabileau (FRA) |

### Snowboardcross družstva žen (ukončeno)
| Soutěž             | Zlato                                     | Stříbro                               | Bronz                                   |
| 2017 Sierra Nevada | Nelly Moenne Loccoz Chloe Trespeuch (FRA) | Manon Petitová Charlotte Bankes (FRA) | Lindsey Jacobellisová Faye Gulini (USA) |